# HAUT
HAUT is een houten wolkenkrabber in Amsterdam, Nederland. De woontoren staat in het Amstelkwartier, dat in aanbouw is, een nieuwbouwwijk in het gebied Overamstel tussen de Amstel en de Weespertrekvaart. De woontoren bevindt zich nabij Park Somerlust en metrostation Spaklerweg. De toren heeft een hoogte van 73 meter.
De naam van de woontoren is volgens Gerard Reijn van de Volkskrant afgeleid van het Franse woord haut, dat hoog betekent. De uitspraak volgt de Nederlandse uitspraak, dat hetzelfde klinkt als hout, een verwijzing naar de vernieuwende houten bouwmethode.
Het flatgebouw won op 8 maart 2018 een prijs van BREEAM, de BREEAM Award, in de categorie woningen. BREEAM is het meest gebruikte duurzaamheidskeurmerk ter wereld, zo behaalde de toren een score van 90,76 procent op de criteria die voor deze certificering worden gehanteerd.
Het gebouw is een van de hoogste houten bouwwerken in de wereld, omdat het tot kort voor het moment dat HAUT werd gebouwd niet mogelijk was zulke hoge houten constructies sterk genoeg te maken. Nieuwe lijmtechnieken en het toepassen van kruislaaghout maakten het mogelijk om een houten kolom  te maken, die net zo sterk is als beton. Dit was met Europees vurenhout sterk genoeg te maken, maar de houten constructie is vijf maal lichter qua gewicht en veel duurzamer.